# Hoplias microcephalus
Hoplias microcephalus is een straalvinnige vissensoort uit de familie van de forelzalmen (Erythrinidae). De wetenschappelijke naam van de soort is voor het eerst geldig gepubliceerd in 1829 door Agassiz.